# Chouain
Chouain ist eine französische Gemeinde mit 234 Einwohnern (Stand 1. Januar 2022) im Département Calvados in der Region Normandie (vor 2016 Basse-Normandie). Sie gehört zum Arrondissement Bayeux und zum Kanton Bayeux.

## Geografie
Chouain liegt etwa elf Kilometer südsüdöstlich des Stadtzentrums von Bayeux am Seulles, der die östliche Gemeindegrenze bildet. Umgeben wird Chouain von den Nachbargemeinden Condé-sur-Seulles im Norden, Ducy-Sainte-Marguerite im Nordosten, Audrieu im Osten, Bucéels im Süden sowie Juaye-Mondaye im Westen.

## Bevölkerungsentwicklung
| Jahr                              | 1962 | 1968 | 1975 | 1982 | 1990 | 1999 | 2006 | 2019 |
| Einwohner                         | 167  | 135  | 151  | 170  | 205  | 188  | 224  | 220  |
| Quellen: Cassini, EHESS und INSEE |      |      |      |      |      |      |      |      |

## Religion
Die Katholiken in Chouain und die St.-Martin-Kirche gehören zur Pfarrei Saint-Martin-de-la-Seulles im Bistum Bayeux.

## Sehenswürdigkeiten
- Kirche Saint-Martin aus dem 13. Jahrhundert, Umbauten aus dem 18. Jahrhundert
- Schloss Belval aus dem 17. Jahrhundert, Monument historique seit 1928

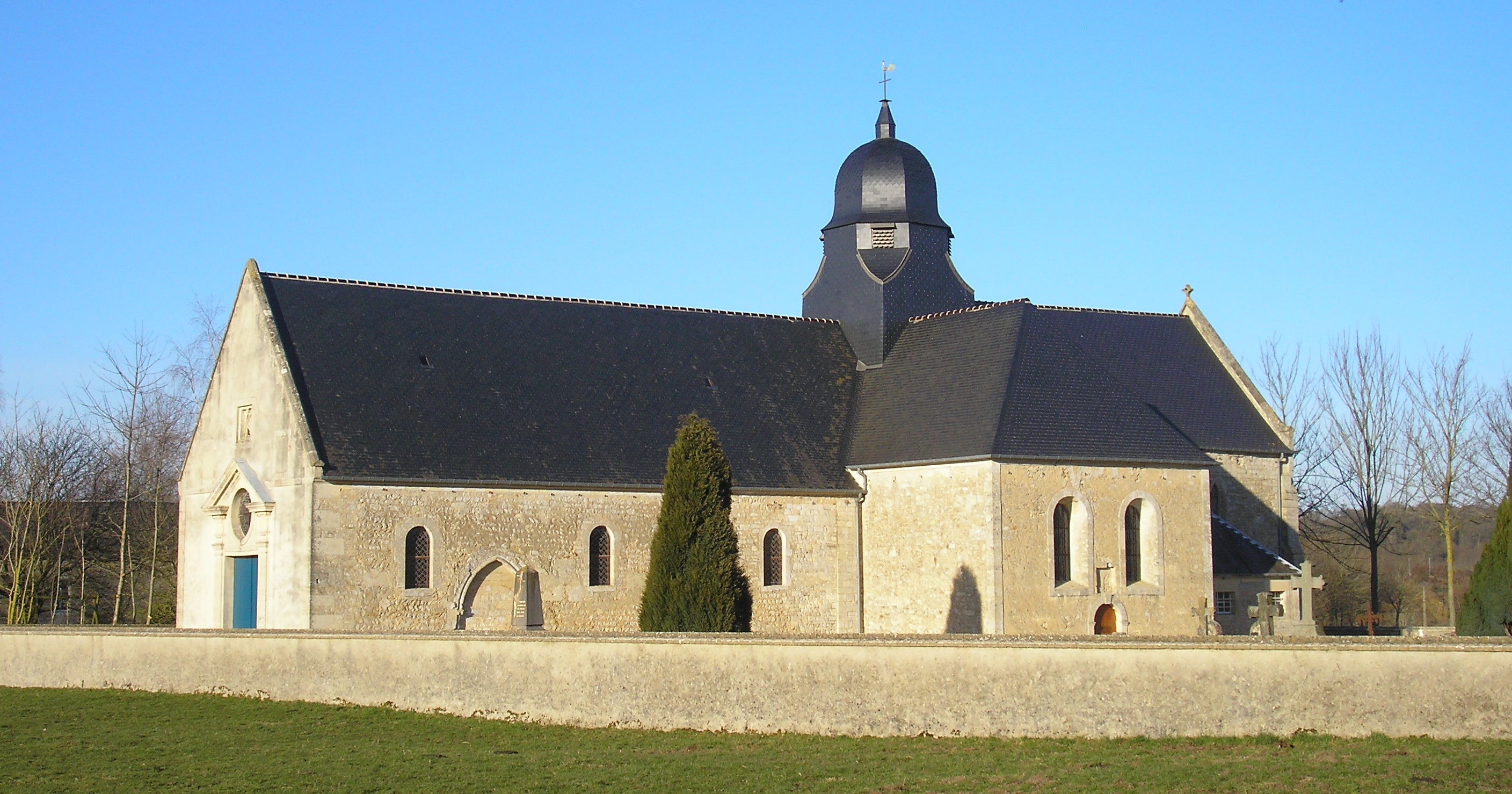
Kirche Saint-Martin

- Britischer Soldatenfriedhof